# Onthophagus marginidens
Onthophagus marginidens là một loài bọ cánh cứng trong họ Bọ hung (Scarabaeidae).